# Jaapiella moraviae
Jaapiella moraviae är en tvåvingeart som först beskrevs av Wachtl 1883.  Jaapiella moraviae ingår i släktet Jaapiella och familjen gallmyggor.
Artens utbredningsområde är Tjeckien. Inga underarter finns listade i Catalogue of Life.